# The Greatest Hits Collection (álbum de Michelle Wright)
The Greatest Hits Collection é o primeiro álbum de coletâneas da cantora canadense de country music Michelle Wright, sendo lançado no Canadá em 2 de novembro de 1999 pela Arista Nashville.

## Faixas
1. "New Kind of Love" (Steve Bogard, Rick Giles) - 3:56
2. "All You Really Wanna Do" (Bogard, Giles) - 3:18
3. "Take It Like a Man" (Tony Haselden) - 3:57
4. "He Would Be Sixteen" (Charlie Black, Jill Colucci, Austin Roberts) - 3:43
5. "Guitar Talk" (Bogard, Colin Linden) - 3:33
6. "Now and Then" (Gary Harrison, Karen Staley) - 3:48
7. "One Good Man" (Bogard, Giles) - 3:40
8. "Safe in the Arms of Love" (Pat Bunch, Mary Ann Kennedy, Pamela Rose) - 3:30
9. "Nobody's Girl" (Gretchen Peters) - 3:19
10. "What Love Looks Like" (Michelle Wright, Christi Dannemiller, Lisa Drew) - 3:18
11. "The Answer Is Yes" (Rodney Crowell) - 3:41
12. "People Get Ready" (Curtis Mayfield) - 3:24
13. "Your Love" (Jim Brickman, Dave Deviller, Sean Hosein) - 3:41
14. "Walkin' After Midnight" (Alan Block, Don Hecht) - 3:26
15. "When I Found You" (Deviller, Hosein, Wright) - 3:40
16. "I Surrender" (Eric Silver, Wright) - 3:37